# Ювілейне (пам'ятка природи)
Ювіле́йне — ботанічна пам'ятка природи місцевого значення в Україні. Розташована на території Казанківського району Миколаївської області, у межах Володимирівської сільської ради.
Площа — 11 га. Статус надано згідно з рішенням Миколаївської обласної ради № 448 від 23.10.1984 року задля охорони зональних угруповань формацій.
Пам'ятка природи розташована на захід від села Володимирівка.
Територія заповідного об'єкта слугує для збереження та охорони посадки дубу звичайного, кленів гостролистого та польового.